# 全职 (電影)
是2021年法国制作的一部电影，由埃里克·格拉韦尔执导，劳尔·卡拉米等人出演的一部电影，该电影主要讲述单亲妈妈朱莉在繁忙的工作中，艰难的抚养着自己的孩子的故事。.

## 電影內容简介
朱莉有两个孩子，而她的丈夫却不辞而别，不仅如此，她为了能够让孩子活得好，所以她还有一份非常劳累，并且离家非常远的酒店服务员领班的工作，所以她每天都不得不早出晚归，所以这一切都让她感觉到疲惫，让她无暇顾及家庭，甚至还让她拥有了被人称“不负责任母亲”的称号。
可是就在这个时候，罢工运动又兴起了，所以她也因此而迟到，所以她不得不找机会去寻找更好的工作，但是因为她很忙，于是她不得不在工作的时候翘班去寻找新的更好的工作，而这，自然是让她丢了工作。
虽说之后，她找到了新的工作，但是这个工作却必须要加班，不过她之后为了生活，还是妥协了…….

## 演员表
- 劳尔·卡拉米
- 杰纳维夫·马尼奇
- 西里尔·奎伊
- 露西·加洛
- 沃尔特·桑德
- 乔伊·巴洛
- 伊琳娜·穆雷勒

## 评价
该电影受到了大部分媒体的好评。Guillemette Odicino在Télérama 中说道：这部电影能让我们真实的感觉到女主每天都在为时间而赛跑。在Le Monde 6中指出Maroussia Dubreuil。一部分媒体称赞 Laure Calamy 的表演非常令人深刻。。
不过有的媒体评论该作会让人们对现在的社会产生焦虑。

## 票房
- 在法国影院上映当天，该作在新上映的电影的票房中获得了第四名。[6]

## 所获奖项
- 2021 年威尼斯电影节 ：
  - 最佳导演奖：埃里克·格拉维尔
  - 最佳女主角奖：劳尔·卡拉米
- Tertio Millennio 电影节 2021 :
  - 质量评审团最佳影片奖
- 2021 年乌拉圭国际电影节：
  - 乌拉圭影评人协会最佳影片奖
- 马来西亚国际电影节和全球 金奖：
  - Éric Gravel 最佳导演奖
  - Laure Calamy 最佳女演员奖

## 備註
1. ↑  .   [2022-08-22]. （原始内容存档于2022-05-12）.
2. ↑  .   [2022-08-22]. （原始内容存档于2023-01-13）.
3. ↑  .   [2022-08-22]. （原始内容存档于2023-02-22）.
4. ↑  .   [2022-08-22]. （原始内容存档于2022-05-28）.
5. ↑  .   [2022-08-22]. （原始内容存档于2023-02-11） （法语）.
6. ↑  .   [2022-08-22]. （原始内容存档于2022-04-21）.